# Nikas Berendts
Pour les articles homonymes, voir Berendts.
Nikas Berendts né le 11 juillet 2002, est un joueur allemand de hockey sur gazon. Il évolue au poste de défenseur au Münchner SC et avec l'équipe nationale allemande.

## Carrière
Il a été appelé en équipe nationale première en 2022 pour concourir à la Ligue professionnelle 2021-2022.

## Palmarès
- : 2e à l'Euro U21 en 2022